# Asplenium perakense
Asplenium perakense là một loài dương xỉ trong họ Aspleniaceae. Loài này được Matthew & Christ mô tả khoa học đầu tiên năm 1909.
Danh pháp khoa học của loài này chưa được làm sáng tỏ. 